# Wilhelm Heinrich Uhland
Wilhelm Heinrich Uhland, född 1840 i Württemberg, död 30 juli 1907 i Leipzig, Sachsen, var en tysk ingenjör.
Uhland inrättade 1865 i Mittweida den första privata fackskolan för maskiningenjörer och 1868 en dylik i Frankenberg nära Chemnitz. Uhland, som 1870 bosatte sig i Leipzig, utgav flera tekniska tidskrifter och kalendrar liksom åtskilliga större arbeten inom maskinteknikens område, bland annat Skizzenbuch für den praktischen Maschinen-Constructeur (18 band, 1867-1895), Die Corliss- und Ventil-Dampfmaschinen (1879), Handbuch für den praktischen Maschinen-Constructeur (fem band, 1880-1886; femte upplagan 1906 ff.) och Das elektrische Licht und die elektrische Beleuchtung (1883-1884). En av Uhland uppsatt, i en mängd upplagor utgiven "Ingenieur-Kalender" (72:e årgången 1955) utkom i flera upplagor på svenska, i bearbetning av Carl Arendt Ångström. Uhland vann även anseende bland annat genom de förbättrade metoder han införde i stärkelsefabrikationen.